# Whole
Whole è il sesto album in studio del gruppo musicale statunitense Soil, pubblicato nel 2013.

## Tracce
1. Loaded Gun – 2:53
2. The Hate Song – 3:12
3. Ugly – 3:46
4. Way Gone – 3:32
5. Psychopath – 2:43
6. Shine On – 3:24
7. Wake Up – 3:15
8. Amalgamation – 3:35
9. My Time – 3:04
10. Little Liar – 3:34
11. One Love – 4:48